# Richard M. Goodwin
Richard Murphy Goodwin (* 24. Februar 1913 in Indiana; † 13. August 1996) war ein US-amerikanischer Mathematiker und Wirtschaftswissenschaftler mit keynesianisch-marxistischer Prägung und Schüler von Joseph Schumpeter sowie Wassily Leontief an der Harvard University. Er machte sein Examen 1934 und stand unter dem Eindruck der Weltwirtschaftskrise. Goodwin lehrte in England und Italien.
Er lehrte in Harvard von 1942 bis 1950. Während der McCarthy-Ära verließ er die USA  und unterrichtete an der  University of Cambridge bis 1979 und dann an der  Universität Siena bis 1984.
Goodwin ist bekannt durch das sogenannte Goodwin-Modell, das er in seinem Werk A Growth Cycle 1967 vorstellte. Das Goodwin-Modell beschreibt den Zusammenhang zwischen funktioneller Einkommensverteilung und Konjunkturzyklus. Dem Modell liegen die Lotka-Volterra-Gleichungen zugrunde, wobei die Lohnquote die Rolle des Räubers und die Beschäftigungsquote die der Beute hat. 

## Werke
Hier eine Auswahl seiner Veröffentlichungen:
- Multiplier Effects of a Balanced Budget, Notes. In: Econometrica. 1946.
- Innovations and the Irregularity of Economics Cycles. In: REStat. 1946.
- Dynamic Coupling with Especial Reference to Markets Having Production Lags. In: Econometrica. 1947.
- The Business Cycle as a Self-Sustaining Oscillation. In: Econometrica. 1949.
- The Multiplier as a Matrix. In: EJ. 1949.
- A Nonlinear Theory of the Cycle. In: RES. 1950.
- Does the Matrix Multiplier Oscillate? In: EJ. 1950.
- The Nonlinear Accelerator and the Persistence of Business Cycles. In: Econometrica. 1951.
- The Optimal Growth Path for an Underdeveloped Economy. In: EJ. 1961.
- A Growth Cycle. In: C. H. Feinstein (Hrsg.): Socialism, Capitalism and Economic Growth. 1967
- A Growth Cycle. In: E. K. Hunt & Jesse G. Schwartz (Hrsg.): A Critique of Economic Theory. 1972
- A Note on Wage, Profits and Fluctuating Growth Rate. In: JE. Cambridge 1983.
- Disaggregating Models of Fluctuating Growth. In: Richard M. Goodwin, Michael Krüger & Alessandro Vercelli (Hrsg.): Non-linear Models of Fluctuating Growth. 1984
- Swinging Along the Turnpike with von Neumann and Sraffa. In: JE. Cambridge 1986.
- mit L. F. Punzo: The Dynamics of a Capitalist Economy: A multi-sectoral approach. 1987.
- The Multiplier-Accelerator Discretely Revisited. In: Gianni Ricci & Kumaraswamy Velupillai (Hrsg.): Growth cycles and multisectoral economics: the Goodwin tradition. 1988
- Swinging Along the Autostrada: Cyclical fluctuations along the von Neumann Ray. In: Richard M. Goodwin, Mohammed Dore & Sukhamoy Chakravarty (Hrsg.): John von Neumann and Modern Economics. 1989
- Essays in Nonlinear Economic Dynamics. 1989.
- Chaotic Economic Dynamics. 1990.
- Schumpeter, Keynes and the Theory of Economic Evolution. In: Journal of Evol. Econ. 1991.
- Nonlinear Dynamics and Economic Evolution. In: Niels Thygesen, Kumaraswamy Velupillai & Stefano Zambelli (Hrsg.): Business Cycles. 1991